# Heinrich Klebahn
Heinrich Klebahn ( 1859, Bremen - 1942, Hamburgo ) fue un micólogo y fitopatólogo alemán.
En 1884 obtuvo su doctorado en la Universidad de Jena, después de trabajar como maestro de escuela en Bremen (1885-1894) y Hamburgo (1894-1899). Desde 1905 en adelante, se le asocia con el Jardín Botánico de Hamburgo. De 1921 a 1934 fue profesor honorario y profesor de criptógamas y la biología del suelo en el Institut für Allgemeine Botanik de la Universidad de Hamburgo.

## Honores

### Eponimia
En 1895 Ernst Lemmermann nombró el género de algas Klebahniella en su honor; en 1906 fue conmemorado con el género micológica Klebahnia por Joseph Charles Arthur.

## Algunas publicaciones
- Die wirtwechselnden Rostpilze, 1904 – Los heteroica royas
- Krankheiten des Flieders, 1909 – Las enfermedades de las lilas
- Grundzüge der allgemeinen Phytopathologie. Berlín: Verlag von Gebrüder Borntraeger, 1912 – Esquema de fitopatología general.
- Aufgaben und Ergebnisse biologischer Pilzforschung. Vorträge aus dem Gesamtgebiet der Botanik, Heft 1. Berlin: Verlag von Gebrüder Borntraeger, 1914 – Las tareas y los resultados que implican la investigación biológica hongos.[3]
- Beiträge zur Kenntnis der Fungi Imperfecti: III. Zur Kritik einiger Pestalozzia-Arten in Mycologisches Centralblatt 4:1 pp. 1 - 19 - Contribuciones para lograr la comprensión de la hongos imperfectos, una crítica de algunas especies de Pestalozzia.
- Haupt- und Nebenfruchtformen der Askomyzeten: Erster Teil: Eigene Untersuchungen, 395 pp. - primaria y secundaria cuerpo fructífero formas en los Ascomycetes.[4]

- La abreviatura «Kleb.» se emplea para indicar a Heinrich Klebahn como autoridad en la descripción y clasificación científica de los vegetales.[5]